# 중산국

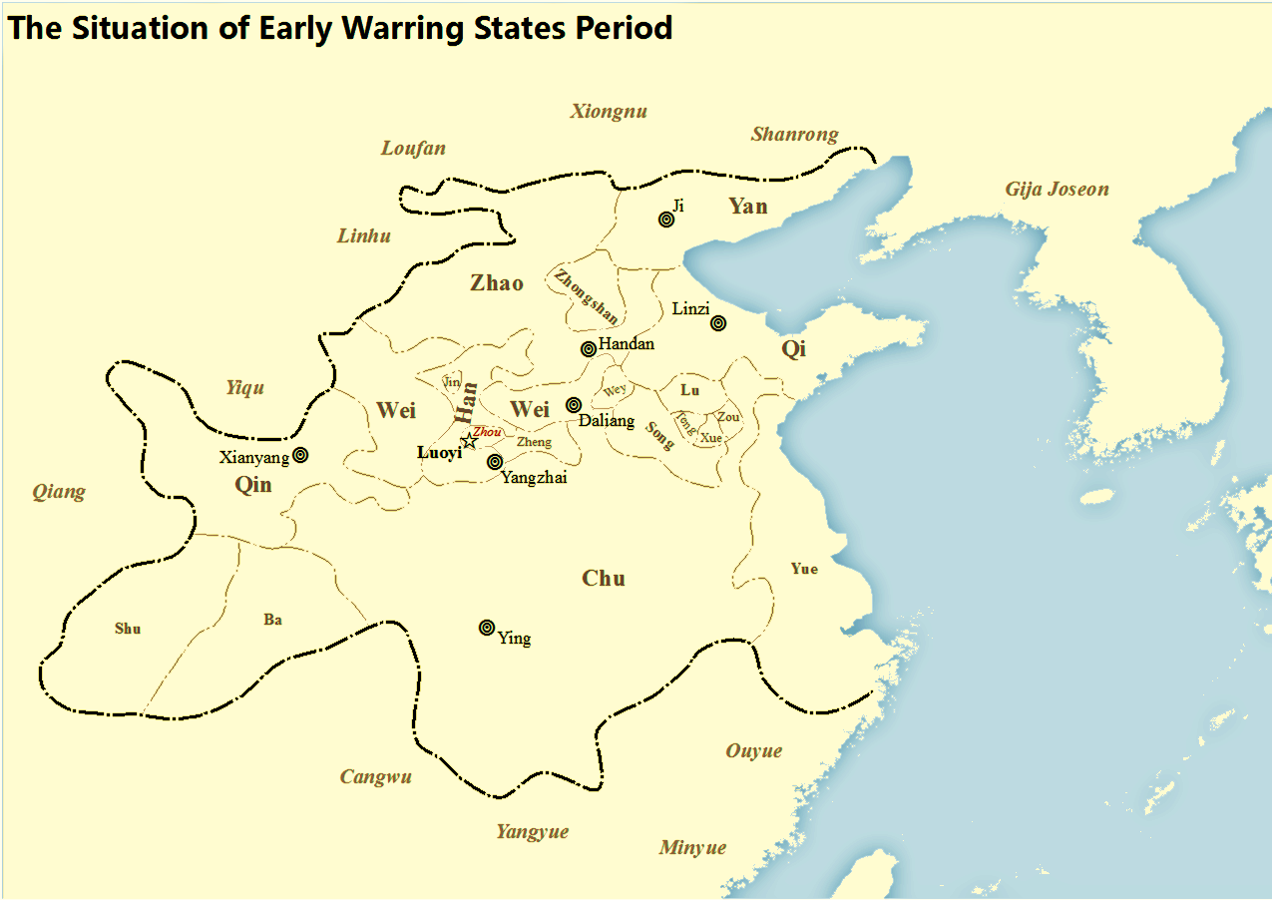

중산국(中山國, 기원전 414년 ~ 기원전 296년)은 상나라 시대 제후국이었으며, 주나라 중엽 백적(白狄)의 선우부(鮮虞部)가 이주하여 합쳐진 하북성 제후국이다.

## 중산국

### 초기
중산국이 있었던 하북성은 상나라 탕왕이 고죽국을 세운 지역과 인접해 있는 지역으로 랴오닝성 지역과도 인접하여 있다. 하북성에 위치한 중산국의 원래 이름은 선우국(鮮虞國) 이었다. BC 507~BC 489년, 선우국(鮮虞國)과 진(晉)나라는 4차례 전쟁을 하였다. 선우국(鮮虞國)은 BC 489년 무렵에 주의 제후국이었던 진(晉)나라와 41년 동안 8차례 전쟁을 벌였다는 기록을 전한다.

### 중기
414년 백적 선우부(鮮虞部)가 태행산맥의 서쪽에 있다가 무공(武公)이 사람들을 인솔하여 태행산맥을 넘어 현재의 하북성 중부에 중산국(中山國)에 이주하였다. 이후로 백적 선우부의 제후국이 되었으며, ‘조세가’는 “BC 414년 중산국 무공(武公)이 초립(初立)했다”고 기록했다. 중기 중산국의 수도는 하북성 평산현 영수(靈壽)이다.

### 후기
BC 408년부터 3년간이나 위(魏)나라 초대왕 문후는 중산국을 공격하여 점령하였다. 380년, 환공(桓公)이 즉위하고 중산국은 재건된다. 369년에서 314년 사이에는 조나라의 국경에 장성을 쌓고 제나라와 연합하여 조나라, 연나라를 공격한다. BC 307년부터 BC 296년에 조나라는 무령왕의 호복기사 정책을 시행하여 군대를 강화한 후 중산국(中山國)을 연속하여 공격하여 멸망시킨다.

### 한나라 시대
한나라 시대에도 하북성은 선우국, 중산국이라는 중의적으로 지명이 계속 사용되었으며, 비공식적으로는 청나라 시대 까지도 방언 명칭으로 사용되었다. 5호 16국 시대 고대 고죽국과 중산국이 있었던 지역에 모용씨가 출연하여 하북성을 포함하여 산동성과 요동, 만주까지 세력을 확대해 나갔다. 한무제가 시대에 왕씨 제후를 낙랑에 봉분하였으며, 한나라가 멸망한 이후에는 후연의 모용씨와 연합하였다.
한무제 시대에는 우거왕의 아들 장항(長降)을 기후(幾侯)에 책봉하여 중산국이 있었던 하북성의 몇몇 지역을 영토로 주었으나, 모반하여 사로잡아 참수되는 일이 있었다. 또한 5호 16국 시대 정령, 즉 철륵으로 불린 민족이 중산국이 있던 하북성 일대에 출연하여, 후연과 전쟁을 벌였다.
한나라 시대 중산에는 다양한 사람들이 선우국/중산국에 이주하여 살게 되었다. 그 결과로 선우(鮮虞/鮮于)씨가 생성되었으며, 지역 이름이었던 선우국(鮮虞國) 또는 중산국(中山國)과 연루되었다. 또는 다른 선우라는 말이 산융족의 리더라는 뜻이 있어서 철륵 같은 산융 민족에서 파생하기도 하였다.

## 역대 군주
| 대수 | 시호       | 휘             | 재위                          | 비고 |
| ---- | ---------- | -------------- | ----------------------------- | ---- |
| 1    | 문공(文公) |                | ? ~ 기원전 415년              |      |
| 2    | 무공(武公) |                | 기원전 414년 ~ 기원전 406년   |      |
| 3    | 환공(桓公) |                | 기원전 388년? ~ 기원전 340년? |      |
| 4    | 성공(成公) |                | 기원전 340년? ~ 기원전 328년  |      |
| 5    |            | 착(𰯼 또는 錯) | 기원전 327년 ~ 기원전 313년   |      |
| 6    |            | 첩차(𫲨𧊒)     | 기원전 312년 ~ 기원전 299년   |      |
| 7    |            | 상(尙)         | 기원전 298년 ~ 기원전 296년   |      |

## 같이 보기
- 고죽국
- 하북성
- 후연
- 북적
- 철륵
- 선우황
- 선우조

## 참고 문헌
- 사기(史記) 권43(卷43) 조세가(趙世家)